# Ксеп
«Ксеп» (также выступала под коммерческим названием «Tenzor consulting») — команда по игре в спортивный вариант игры «Что? Где? Когда?», чемпион мира (2014).
Команда трижды побеждала на чемпионате России — в 2002, 2013 и 2014 году, дважды (в 2002 и 2005) выигрывала чемпионат Москвы, в 2014 году стала чемпионом мира, в 2002, 2003 и 2013 году становилась второй на чемпионате мира, в 2004, 2006 и 2007 годах занимала третье место на чемпионате мира. Команда занимала призовые места на синхронных турнирах «Кубок городов» и «Кубок провинций», в 2004 году выиграла этап Кубка мира «Белые ночи».
За команду выступали бывший игрок элитарного клуба (телевизионной версии) «Что? Где? Когда?», обладатель «Бриллиантовой совы», двукратный обладатель «Хрустальной совы» Илья Новиков, обладатель «Хрустальной совы» Николай Крапиль, чемпион телевизионной «Своей игры» и обладатель «Хрустальной совы» Станислав Мереминский, бывший игрок элитарного телеклуба Юлия Архангельская, а также один из составителей вопросов для телеигр «Своя игра» и «Кто хочет стать миллионером?» Илья Бер.

## Выступления на чемпионатах мира
Уже на I чемпионате мира по «Что? Где? Когда?», проходившем в Баку 14—16 июня 2002 года, команда «Ксеп» вошла в число призёров. В отборочном турнире с участием 24 команд из 10 стран, коллектив Владимира Севриновского сумел пробиться в шестёрку финалистов. В финальной части соревнований он ответил на 25 вопросов из 30, лишь на 1 очко отстав от чемпиона — команды «Троярд» во главе с Александром Друзём. При этом в ходе соревнований принималось решение о дисквалификации «Ксепа», однако в итоге его игроки были награждены серебряными медалями.
На II чемпионате мира по «Что? Где? Когда?» (Баку, 2003), собравшем 25 команд из 12 стран, весь пьедестал заняли представители Москвы. Ответив в финальной игре на 22 вопроса из 36, команда «Ксеп» завоевала серебряные медали, на 1 очко отстав от «Genius» под руководством Максима Поташёва и на 2 очка опередив команду Андрея Кузьмина.
На XI мировом первенстве, проходившем в Дубне 14—15 сентября 2013 года, команда «Ксеп» заняла 2-е место среди 35 команд из 16 стран. В финальной части турнира коллектив являлся ближайшим преследователем команды ЛКИ, однако к концу дистанции из 60 вопросов отстал от лидера на 6 очков и с 35 правильными ответами лишь на 1 очко обошёл команду «Афина». Знатоки во главе с Ильёй Бером выступали под названием «TENZOR Consulting» — спонсора команды и генерального партнёра самого турнира.
В 2014 году команда стала лучшей на ХІІ чемпионате мира, проходившем 3-4 октября в Манавгате, Турция. Своей победой «Ксеп» отметил 15-летие творческого существования.

## Выступления на чемпионатах России
Команда «Ксеп» впервые стала чемпионом России по «Что? Где? Когда?» в 2002 году (II первенство страны).
На III чемпионате России по «Что? Где? Когда?» (Москва, 2003), собравшем 46 участников из 33 городов, команда «КСЕП-Огонёк» вошла в число призёров. Она ответила верно на 62 вопроса из 90, лишь на 2 очка отстав от команды Антона Губанова и команды Максима Поташёва. Такой же результат показала команда Ильи Иткина, и оба коллектива, разделившие 3—4 место, были награждены бронзовыми медалями.
На XII чемпионате России по «Что? Где? Когда?» (2012), собравшем 72 команды из 26 городов, «Ксеп» вошёл в число призёров. Правильно ответив на 61 вопрос из 90, команда завоевала бронзовые медали.
На XIII чемпионате России по «Что? Где? Когда?» (Псков, 2013) коллектив завоевал второй титул чемпионов страны. Выступая под брендовым названием «TENZOR Consulting», команда Ильи Бера стала лучшей среди 59 участников из 19 регионов. Ответив на 75 вопросов из 105, она на 3 очка опередила «Афину» Максима Поташёва и команду Антона Губанова.
В 2014 году коллектив в третий раз за историю и второй раз подряд стал чемпионом России по ЧГК. На XIV первенстве страны, проходившем в Санкт-Петербурге, долгое время лидировала команда Антона Губанова, однако «Tenzor Consulting» сумел оттеснить её на 2-е место. Уступая лидеру 3 очка к последнему туру, коллектив Ильи Бера в итоге победил с тем же преимуществом, набрав 74 очка против 71 у представителей Петродворца.